# Mtera-Stausee
Der Mtera Stausee ist ein See im Zentrum Tansanias.

## Lage
Der See befindet sich auf der Grenze zwischen den beiden Regionen Iringa und Dodoma auf einer Höhe von 700 Meter. Das Kraftwerk befindet sich im Eigentum von Tanesco und hat eine Leistung von 80 MW und wurde als Rückhalt des am Ruaha stromabwärts gelegenen Kidatu-Stausees gebaut.

## Ökologie
Der See gilt als einer der am besten geeigneten Orte in Tansania, um Vögel zu beobachten, da in ihm an die eine Million toter Bäume stehen und er viele Flachwasserzonen hat. Zudem ist das Gewässer fischreich. Anfang der 1990er Jahre wurden jährlich ca. 5000 Tonnen Fisch in dem See gefangen.